# باشگاه فوتبال دنای یاسوج
 باشگاه فوتبال دنای یاسوج  یک باشگاه فوتبال ایرانی در شهر یاسوج می‌باشد.
این باشگاه در سال ۲۰۰۹ و با نام شهرداری یاسوج تأسیس شد و در تاریخ ۱۷ مهرماه ۱۳۹۳ نام این باشگاه به دنای یاسوج تغییر پیدا کرد. این تیم کار خود را از لیگ دسته دوم باشگاه‌های ایران شروع کرد. در فصل اول حضور خود در لیگ دسته دو با اختلاف امتیازی اندک نتوانست به لیگ دسته یک صعود کند؛ ولی در فصل بعد یعنی در فصل ۸۹–۱۳۸۸ توانست با اقتدار کامل به عنوان تیم نخست به لیگ دسته یک صعود کند. تیم دنای یاسوج در آن فصل هیچ باخت خانگی‌ای نداشت و توانست این رکورد را در اولین فصل حضور خود در لیگ یک هم ادامه دهد. این تیم در جام حذفی هم نتایج نسبتاً خوبی گرفته است. در سال ۸۹ این تیم توانست تیم ذوب آهن اصفهان را که تازه نایب قهرمان آسیا شده بود در اصفهان شکست دهد و شگفتی‌ساز آن دوره از جام حذفی شود. تیم دنای یاسوج در فصل ۹۰ هم توانست با مربیگری عباس چمنیان تیم‌های لیگ برتری تراکتورسازی تبریز و فولاد خوزستان را در یاسوج شکست دهد و باز هم به عنوان تیم شگفتی‌ساز جام حذفی به مصاف استقلال تهران برود؛ ولی در مصاف با استقلال تهران کاری از پیش نبرد و برای دومین سال پیاپی برابر استقلال شکست خورد و از جام حذفی کنار رفت. در جام حذفی امسال هم در اولین بازی مس کرمان را بر نتیجه چهار بر یک درهم کوبید؛ اما در بازی بعد یک بر صفر مغلوب باشگاه فوتبال ذوب آهن اصفهان گشت. امید این تیم اما به لیگ برتری شدن است که با توجه به صدرنشینی در لیگ دسته اول و تفاوت چهار امتیازی با تیم دوم گروه، دور از انتظار نمی‌باشد.این تیم بعد از این اتفاق به لیگ های پایین سقوط کرد و معلوم نیست در آینده چه اتفاقی خواهد افتاد

## کاپیتان‌ها
| # | نام       | دوران بازی در دنای یاسوج | دوران کاپیتانی | شماره پیراهن |
| - | --------- | ------------------------ | -------------- | ------------ |
|   | صمد اکبری | ۲۰۱۰- ۲۰۱۳               | ۲۰۱۰- ۲۰۱۳     | ۱۰           |

## بازیکنان کنونی
| شماره |       | نقش       | بازیکن                |
| ----- | ----- | --------- | --------------------- |
| ۱     | ایران | دروازه‌بان | حسن هوری              |
| ۲     | ایران | مدافع     | سید احسان شیرمردی     |
| ۳     | ایران | مدافع     | علی محمد دهقان        |
| ۴     | ایران | دفاع وسط  | مجید نجاتی            |
| ۵     | ایران | مدافع     | میثم امیری            |
| ۶     | ایران | مدافع     | محمد دارابی           |
| ۷     | ایران | میانی     | علی ابوالفضلی         |
| ۸     | ایران | دفاع راست | قاسم صادقی            |
| ۹     | ایران | مهاجم     | مصطفی چراغی           |
| ۱۰    | ایران | میانی     | صمد اکبری             |
| ۱۱    | ایران | مهاجم     | محمدجواد زارعی        |
| ۱۲    | ایران | میانی     | حامد رضوانی نژاد      |
| ۱۳    | ایران | میانی     | احمد محمدیان          |
| ۱۴    | ایران | مهاجم     | فرزاد رستمی حسین خانی |
| ۱۵    | ایران | مهاجم     | وحید کرمی             |

| شماره |       | نقش   | بازیکن               |
| ----- | ----- | ----- | -------------------- |
| ۱۶    | ایران | مهاجم | خسرو پیروزان         |
| ۱۹    | ایران | مدافع | احمد آشوری میدانی    |
| ۲۰    | ایران | میانی | سلمان شهبازی         |
| ۲۱    | ایران | مهاجم | مهرداد ابتدایی       |
| ۲۲    | ایران | میانی | محمدرضا امینی صنایعی |
| ۲۳    | ایران | میانی | علیرضا قاسمی         |
| ۲۵    | ایران | مهاجم | روح اله مندنی پور    |
| ۲۷    | ایران | میانی | حسین حجازیان         |
| ۲۸    | ایران | میانی | وحید خشتان           |
| ۳۰    | ایران | میانی | اکبر صفری            |
| ۳۳    | ایران | مهاجم | پیمان نصیرزاده       |
| ۳۵    | ایران | میانی | پوریا افشاریان       |
| ۳۶    | ایران | مهاجم | رضا محمودی           |
| ۳۷    | ایران | مهاجم | محمدرضا موسوی        |
| ۴۰    | ایران | مهاجم | حسین حجازی پور       |
| ۵۰    | ایران | مهاجم | سلیمان پناهی         |
| ۷۲    | ایران | مهاجم | امیر معماری          |